# Deutsche Dreiband-Meisterschaft 1966/67

Veranstaltungsort: Gelsenkirchen

Die Deutsche Dreiband-Meisterschaft 1966/67 (DDM) war die 33. Ausgabe dieser Turnierserie und fand vom 13. bis 15. Januar 1967 in Gelsenkirchen, Nordrhein-Westfalen statt.

## Geschichte

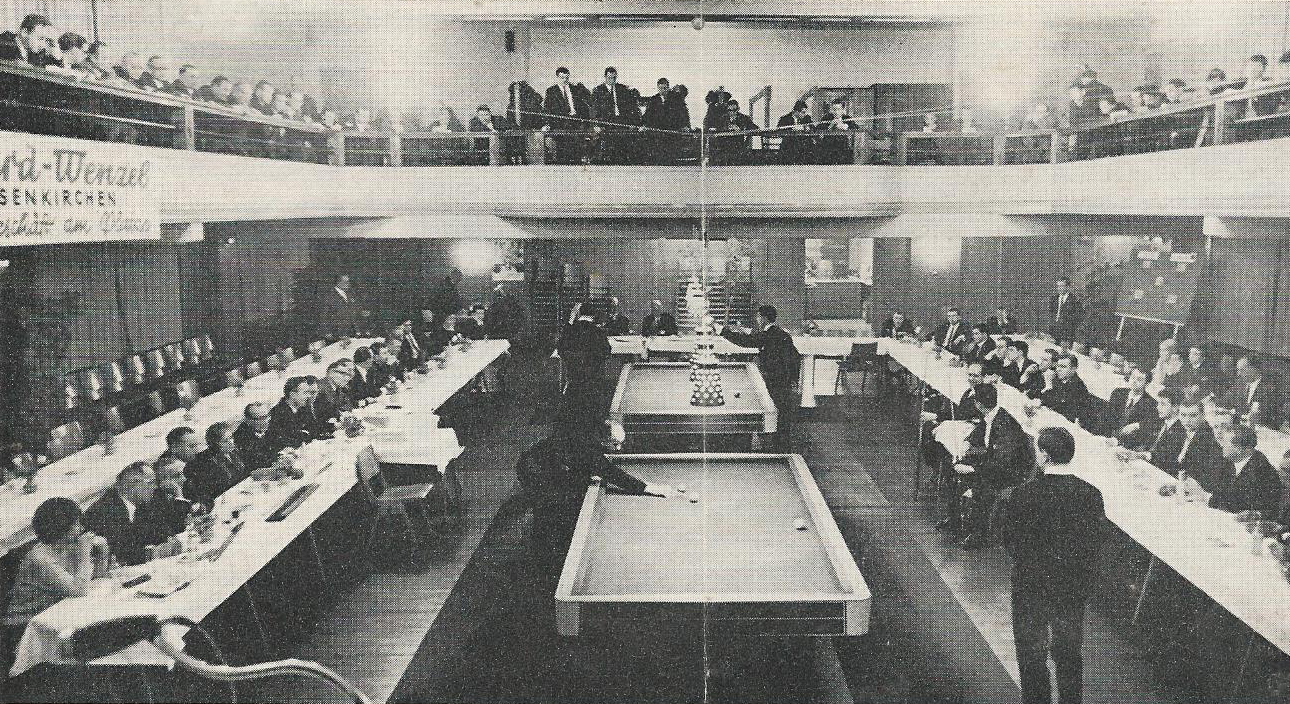
Spielsaal im Liebfrauenstift

Erstmals wurde die DDM in Gelsenkirchen ausgetragen. Veranstaltungsort war der Saal des Liebfrauenstifts, Ausrichter war der „Billardkreis Gelsenkirchen/Wattenscheid“ der mit seinen 450 Mitgliedern seinerzeit zu den größten in Deutschland gehörte. Die Eröffnungszeremonie fing mit einer Verspätung von einer halben Stunde an, da das ZDF nicht eher mit den Aufnahmen aller Teilnehmer fertig war. Schirmherr war Oberbürgermeister Hubert Scharley, dessen Vertreter, Ratsherr Willi Müller, die Eröffnungsrede hielt.
Das Teilnehmerfeld war vom Vorjahr auf nun wieder acht Spieler geschrumpft. Titelverteidiger und Favorit war erneut der Duisburger August Tiedtke. Sein jüngerer Bruder Gert nahm ebenfalls wieder teil, obwohl sein Spiel eher das Billard Artistique war.

### Turnierverlauf
In der ersten Runde gewannen August Tiedtke (60 Aufnahmen), Ernst Rudolph (77), Gert Tiedtke (65) und Rudolf Apelt in 72 Aufnahmen. Albert Schimanek erzielte die Turnier-Höchstserie (HS) von 8 Punkten, musste sich aber am Ende Gert Tiedtke mit 60:54 beugen. In der zweiten Runde konnte er mit 60:59 (103 Aufnahmen) jedoch gegen Apelt punkten. Rudolph verlor gegen Heinz Müller mit 49:60 (68), Gert Tiedtke verlor gegen Joseph Bücken mit 59:60 (84), allein August Tiedtke konnte sein Spiel gegen Erich Heinrichs durchbringen und belegte nun den alleinigen Spitzenplatz. Dies sollte sich in Runde drei ändern. Bücken brachte ihm eine Niederlage bei und avancierte damit zum Favoritenschreck, was auch Rudolph später noch erleben sollte. Mit dieser Niederlage des Führenden standen neben ihm auch Rudolph, Apelt, G. Tiedtke und besagter Bücken punktgleich auf dem ersten Tabellenplatz. Damit war das Turnier wieder offen. Auf den weiteren Plätzen folgten Müller und Schimanek mit je einem Sieg und Heinrichs als Einziger bis dahin ohne Sieg. In der vierten Runde konnte er jedoch dann endlich seinen ersten Sieg gegen Apelt holen. G. Tiedtke verlor gegen Rudolph knapp mit 59:60 (94), Bücken verlor gegen Müller mit 58:60 (84) und A. Tiedtke gewann souverän mit 60:39 (71) gegen Schimanek. Die fünfte Runde sollte entscheiden, ob es ein spannendes Finale gab. Für den sechsfache Deutschen Meister Rudolph wurde diese Runde zum Verhängnis als der Favoritenschreck Bücken ihn klar mit 60:46 besiegte, er hatte damit keine Chance mehr auf den Titel. Gegen Schimanek holte Heinrichs nun seinen zweiten Sieg und G. Tiedtke rückte mit seinem Sieg über Müller auf den dritten Tabellenplatz vor. Sein Bruder gewann seine Partie gegen Apelt in hervorragenden 53 Aufnahmen (BED 1,132). Sein Durchschnitt wäre noch besser gewesen, wenn er nicht, zur Freude des Publikums, einige Bälle als Kunststoß ausgeführt hätte und diese nur knapp ausblieben. Die letzte Runde war auf Sonntagmorgen angesetzt. Auf Wunsch von A. Tiedtke, und mit Zustimmung seines Gegners Rudolph, wurde das Match noch am Samstagabend um 22:00 Uhr gespielt. Tiedtke gewann mit 60:47 in 61 Aufnahmen. Am Nachbartisch gewann Schimanek in 80 Aufnahmen mit 60:51 gegen Müller. Die beiden restlichen Spiele dieser Runde wurden dann am nächsten Morgen ausgetragen. G. Tiedtke verlor in 57 Aufnahmen mit 57:60 gegen Apelt und Bücken gewann gegen Heinrichs mit 60:42 (94), wodurch ihm der zweite Platz so gut wie sicher war. Der Saal war zur Schlussrunde am Sonntagnachmittag restlos ausverkauft. Die Paarungen lauteten Rudolph/Apelt und Heinrichs/Müller. Rudolph musste erneut eine Partie abgeben, diesmal mit 52:60 in 72 Aufnahmen und Heinrichs konnte sein drittes Spiel gewinnen (60:35 in 65). Apelt hatte sich damit auf den dritten Tabellenplatz geschoben, denn Gert Tiedtke verlor gegen seinen Bruder mit 36:60 in 56 Aufnahmen. Auch hier hätte er einen besseren Durchschnitt spielen können, wenn er nicht wieder einige Kunsttöße durchgeführt hätte. Bücken führte seinen Siegeszug fort und schlug Schimanek mit 60:55 in 85 Aufnahmen, schob sich so vor Apelt und wurde Vizemeister.

### Ehrungen
Das Ehrenmitglied des DBB, Curt Berendt verlieh dem Schirmherren und Oberbürgermeister Hubert Scharley für seine Verdienste und Leistungen um den Billardsport die „Goldene Ehrennadel“. Die anschließende Siegerehrung nahmen Berendt, Scharley und der Landesverbandsvorsitzende Kirchmeier gemeinsam vor.

## Modus
Es spielte „Jeder gegen Jeden“ (Round Robin) auf 60 Punkte mit Nachstoß.

## Abschlusstabelle
| MP    | Match Points (Sieger = 2; Unentschieden = 1; Verlierer = 0) |
| Pkte. | Erzielte Karambolagen                                       |
| Aufn. | Benötigte Versuche                                          |
| GD    | Generaldurchschnitt                                         |
| BED   | Bester Einzeldurchschnitt eines Spielers                    |
| HS    | Höchstserie                                                 |
|       | Bester GD des Turniers                                      |
|       | Bester ED des Turniers                                      |
|       | Beste HS des Turniers                                       |
|       | 1. Platz (Gold)                                             |
|       | 2. Platz (Silber)                                           |
|       | 3. Platz (Bronze)                                           |

| Endklassement              | Endklassement                 | Endklassement | Endklassement | Endklassement | Endklassement | Endklassement | Endklassement |
| Platz                      | Name                          | MP            | Pkte          | Aufn.         | GD            | BED           | HS            |
| -------------------------- | ----------------------------- | ------------- | ------------- | ------------- | ------------- | ------------- | ------------- |
| 1                          | August Tiedtke (Saarbrücken)  | 12:2          | 416           | 438           | 0,949         | 1,132         | 7             |
| 2                          | Joseph Bücken (Aachen)        | 10:4          | 407           | 546           | 0,742         | 0,967         | 7             |
| 3                          | Rudolf Apelt (Berlin)         | 8:6           | 405           | 566           | 0,715         | 0,833         | 6             |
| 4                          | Ernst Rudolph (Köln)          | 6:8           | 374           | 518           | 0,722         | 0,779         | 6             |
| 5                          | Gert Tiedtke (Düsseldorf)     | 6:8           | 391           | 574           | 0,681         | 0,923         | 6             |
| 6                          | Erich Heinrichs (Köln)        | 6:8           | 363           | 608           | 0,597         | 0,923         | 5             |
| 7                          | Heinz Müller (Frankfurt/Main) | 4:10          | 340           | 523           | 0,650         | 0,882         | 6             |
| 8                          | Albert Schimanek (Stuttgart)  | 4:10          | 333           | 568           | 0,586         | 0,750         | 8             |
| Turnierdurchschnitt: 0,697 |                               |               |               |               |               |               |               |